# Exoteleia pinifoliella
Exoteleia pinifoliella là một loài bướm đêm thuộc họ Gelechiidae. Nó được tìm thấy ở miền đông Bắc Mỹ.
Có một lứa một năm.
Ấu trùng ăn nhiều loại thông, bao gồm thông Jack và thông Pitch.